# John Meyendorff
John Meyendorff, eigentlich Johannes Freiherr von Meyendorff, russisch Иван Феофилович барон фон Мейендорф, Iwan Feofilowitsch Baron von Meyendorff (* 17. Februar 1926 in Neuilly-sur-Seine, Frankreich; † 22. Juli 1992 in Montreal) war einer der führenden russisch-orthodoxen Theologen des 20. Jahrhunderts.

## Leben
John Meyendorff stammte aus einer russischen, ursprünglich deutsch-baltischen Offiziersfamilie Meyendorff. Er wurde in Frankreich als jüngster Sohn von Theophil von Meyendorff (Feofil Feofilowitsch, 1886–1971) und seiner Frau Katharina (Ekaterina Nicolaevna, 1887–1976), geb. Schidlowski, geboren, die nach der Oktoberrevolution ins französische Exil geflüchtet waren.  General Bogdan Theophil von Meyendorff war  sein Großvater. Jean Meyendorff, wie er in Frankreich genannt wurde, studierte am Institut de Théologie Orthodoxe Saint-Serge und an der Sorbonne, wo er 1958 auch promovierte.
Zum orthodoxen Priester geweiht, arbeitete er als Assistenzprofessor für Kirchengeschichte am Institut Saint-Serge und am Centre national de la recherche scientifique.
Seine Doktorarbeit über Gregor Palamas und die praktisch gleichzeitig von Meyendorff herausgegebene zweibändige Ausgabe von Palamas’ Werken waren der Grund für seinen Weltruf als Spezialist für orthodoxe Theologiegeschichte.
1959 wurde er Professor für Kirchengeschichte und Patristik am St. Vladimir’s Orthodox Theological Seminary. Daneben hielt er Vorlesungen über Byzantinische Theologie an der Harvard University und in Dumbarton Oaks. Überdies war er Professor für byzantinische Geschichte an der Columbia University und am Union Theological Seminary. Von 1984 bis 1992 war er als Nachfolger seines Freundes Alexander Schmemann Dekan des Saint Vladimir’s Seminary.
Er war Vertreter der orthodoxen Kirche im Weltkirchenrat als Vorsitzender der Kommission für Glauben und Kirchenverfassung und als Mitglied des Zentralkomitees. Besonders engagiert war er in der inter-orthodoxen Einheit und Zusammenarbeit. Er war einer der Gründer und der erste Generalsekretär von Syndesmos, dem Weltbund der orthodoxen Jugendverbände, und später Präsident dieser Organisation. 1977 wurde er zum korrespondierenden Mitglied der British Academy gewählt.
Sein Sohn Paul Meyendorff (* 1950) ist gegenwärtig Professor für Liturgische Theologie am St. Vladimir’s Seminary.

## Veröffentlichungen
Zu seinen Werken gehören die Übersetzung und textkritische Ausgabe des byzantinischen Theologen Gregor Palamas (1959), und zahlreiche Bücher, die zum Teil auch auf Französisch, Deutsch, Italienisch, Russisch, Griechisch, Finnisch, Spanisch, Holländisch, Japanisch, Serbisch und Polnisch herausgegeben wurden:
- Introduction à l’étude de Grégoire Palamas (= Patristica Sorbonensia. 3, ISSN 0479-7051). Éditions du Seuil, Paris 1959, (Zugleich: Paris, Universität, phil. Dissertation, 1959; englisch: A Study of Gregory Palamas. The Faith Press, London 1964).
- L’église orthodoxe hier et aujourd’hui. Éditions du Seuil, Paris 1960, (englisch: The Orthodox Church. Its past and its role in the world today. Pantheon Books, New York NY 1962; deutsch: Die orthodoxe Kirche gestern und heute (= Reihe Wort und Antwort. 31, ZDB-ID 846378-5). Müller, Salzburg 1963).
- Orthodoxie et catholicité. Éditions du Seuil, Paris 1964, (englisch: Orthodoxy and Catholicity. Sheed & Ward, New York NY 1966).
- Le Christ dans la théologie byzantine. Éditions du Cerf, Paris 1969, (englisch: Christ in Eastern Christian Thought. St. Vladimir’s Seminary Press, Tuckade NY 1975, ISBN 0-913836-27-3).
- Byzantine Theology. Historical trends and doctrinal themes. Fordham University Press, New York NY 1974, ISBN 0-8232-0966-0.
- Marriage. An Orthodox Perspective. St. Vladimir’s Seminary Press, Tuckade NY 1970, (deutsch: Die Ehe in orthodoxer Sicht. Fluhegg, Gersau 1992, ISBN 3-909103-05-7).
- Living Tradition. Orthodox witness in the contemporary world. St. Vladimir’s Seminary Press, Crestwood NY 1978, ISBN 0-913836-48-6.
- The Byzantine Legacy in the Orthodox Church. St. Vladimir’s Seminary Press, Crestwood NY 1982, ISBN 0-913836-90-7.
- Catholicity and the Church. St. Vladimir’s Seminary Press, Crestwood NY 1983, ISBN 0-88141-006-3.
- Imperial Unity and Christian Divisions. The Church 450–680 AD (= The Church in History. 2). St. Vladimir’s Seminary Press, Crestwood NY 1989, ISBN 0-88141-055-1.